# Buchanania arborescens
Buchanania arborescens là một loài thực vật có hoa trong họ Đào lộn hột. Loài này được (Blume) Blume mô tả khoa học đầu tiên năm 1850.